# アルベド
アルベド（英：albedo[ælˈbi.doʊ]、ラテン語「白さ」）とは、物体表面で反射される光の割合、天文学においては天体の外部からの入射光に対する、反射光の比である。アルベードや反射能（はんしゃのう）とも言う。
0以上、1前後以下（1を超えることもある）の無次元量であり、0 – 1の数値そのままか、0 % – 100 %の百分率で表す。

## アルベドの種類

### ボンドアルベドと幾何アルベド
主な定義にボンドアルベドと幾何アルベドとがある。ボンドアルベドは定義は簡潔だが実際の算出は難しく、天文学で通常使われるのは幾何アルベドである。幾何アルベドのことは「通常アルベド」あるいは「通常反射率」とも呼称される。
ボンドアルベド
入射光の総量に対する反射光の総量の割合である。入射角や反射角を問わない。
通常は電磁波の波長も問わず、全帯域についてスペクトル密度を積分する。そのため、入射エネルギーに対する反射エネルギーの割合とも言える。
ボンドアルベドは必ず1以下であり、鏡面反射でも乱反射でも、入射光を全て反射すれば1である。
算出するには、天体の大きさだけでなく、天体表面の光学的性質について知る（あるいは仮定する）必要がある。反射光のうちどれだけの割合が観測者に向かったかがわからないからである。
「ボンド」とは、提唱した天文学者ジョージ・フィリップス・ボンドのことであり、「結合アルベド」は誤訳である。
幾何アルベド（ジオメトリックアルベド）
位相角0°（入射光の方向へ反射する）への反射光の強さを、天体表面が完全ランバート面だと仮定した場合と比較する。ランバート面はその性質上、光源に垂直でも斜めでも、平面でも曲面でも、反射光の強さは同じである。そのため、より一般化し「同じ断面積の完全ランバート面と比較」と表現されることもある。
位相角0°への反射光のみを問題にしているため、衝に観測すれば、天体の大きさ（より厳密には、視線方向への断面積）のみを仮定すれば算出できる。
鏡面反射が強ければ幾何アルベドはボンドアルベドより高くなり、1を超えることもある。現実の天体では1を大きく超えることはないが、理論上の上限はなく、仮に完全な鏡面反射なら∞となる。

### 帯域による違い
アルベドは、電磁波の帯域についてスペクトル密度を積分する。したがってアルベドは、天体の反射スペクトルだけでは決まらず、入射光のスペクトルにも依存する。たとえば、赤を強く反射する火星と同じ反射スペクトルの惑星が赤色星の周りを回っていれば、そのアルベドは火星より高い。
帯域としては、ボンドアルベドでは通常は（全エネルギーの比較という性質上）電磁波の全帯域を考えるが、幾何アルベドの場合は通常は（実際の観測に基づくため）可視光の範囲で考え、厳密には可視アルベド（可視幾何アルベド）と呼ぶ。このほか必要に応じ、赤外アルベド、紫外アルベドなども使われる。
アルベドは電磁波の波長ごとにも定義可能である。人工衛星によるリモートセンシングでは地表面アルベドを波長の関数として定めることが必要となる。

### 地表面反射率と拡散アルベド
地表面反射率は入射角の関数として定義され、散乱角については積分を行った量で表す。これに対し、拡散アルベドは入射角および散乱角の双方について積分を行った量である。

## アルベドと熱収支のフィードバック
表面が雪氷に覆われている場合（極地など）、アルベドは80 %にも達する。このため地球の熱収支への寄与では、雪氷域は単なる冷源としてだけでなく、太陽エネルギーの吸収率にも大きく影響する。例えば、地球が寒冷化して雪氷に覆われる面積が増えるとアルベドが大きくなり、地球が受け取ることができる太陽エネルギーは低下する。そのため、さらに寒冷化が加速されるという正のフィードバックが起きる（スノーボールアース）。また、地球の赤道付近のアルベドは20 – 30 %程である。そのため、地球温暖化によって雪氷面積が減れば、さらなる温暖化の加速に繋がるフィードバックがおきる。このフィードバックはアイス・アルベド・フィードバックと呼ばれている。
一方、雲に覆われた惑星のアルベドは高く、白い雲のアルベドは70 %程度である。そのため逆に、温暖化により大気中の水蒸気量が増え雲が増えるとアルベドが増加するという負のフィードバックもある。

### アルベドの人為的操作の構想
地球温暖化を遅らせるために、雲や霧を発生させて宇宙空間への反射光を増やすマリン・クラウド・ブライトニング（MCB）が1990年代に提唱され、実験が行なわれているが、気候へどのような影響を与えるかについては未知数である。

## 太陽系天体のアルベド
太陽系の惑星でアルベドが最高なのは金星、最低なのは水星である（ボンドアルベド、幾何アルベドどちらでも）。
| 天体           | 種類   | ボンド  | 可視幾何 | 出典          |
| -------------- | ------ | ------- | -------- | ------------- |
| 水星           | 惑星   | 0.068   | 0.142    | [ 7 ]         |
| 金星           | 惑星   | 0.90    | 0.67     | [ 8 ]         |
| 地球           | 惑星   | 0.306   | 0.367    | [ 9 ]         |
| 月             | 衛星   | 0.11    | 0.12     | [ 10 ] [ 11 ] |
| 火星           | 惑星   | 0.25    | 0.15     | [ 12 ]        |
| フォボス       | 衛星   |         | 0.071    | [ 11 ]        |
| ダイモス       | 衛星   |         | 0.068    | [ 11 ]        |
| 木星           | 惑星   | 0.343   | 0.52     | [ 13 ]        |
| イオ           | 衛星   |         | 0.63     | [ 11 ]        |
| エウロパ       | 衛星   |         | 0.67     | [ 11 ]        |
| ガニメデ       | 衛星   |         | 0.43     | [ 11 ]        |
| カリスト       | 衛星   |         | 0.17     | [ 11 ]        |
| 土星           | 惑星   | 0.342   | 0.47     | [ 14 ]        |
| ヤヌス         | 衛星   |         | 0.17     | [ 11 ]        |
| ミマス         | 衛星   |         | 0.962    | [ 11 ]        |
| エンケラドゥス | 衛星   |         | 1.375    | [ 11 ]        |
| テティス       | 衛星   |         | 1.229    | [ 11 ]        |
| ディオネ       | 衛星   |         | 0.998    | [ 11 ]        |
| レア           | 衛星   |         | 0.949    | [ 11 ]        |
| タイタン       | 衛星   |         | 0.2      | [ 11 ]        |
| ハイペリオン   | 衛星   |         | 0.3      | [ 11 ]        |
| イアペトゥス   | 衛星   |         | 0.6      | [ 11 ]        |
| 天王星         | 惑星   | 0.300   | 0.51     | [ 15 ]        |
| ミランダ       | 衛星   |         | 0.32     | [ 11 ]        |
| アリエル       | 衛星   |         | 0.39     | [ 11 ]        |
| ウンブリエル   | 衛星   |         | 0.21     | [ 11 ]        |
| チタニア       | 衛星   |         | 0.27     | [ 11 ]        |
| オベロン       | 衛星   |         | 0.23     | [ 11 ]        |
| 海王星         | 惑星   | 0.290   | 0.41     | [ 16 ]        |
| トリトン       | 衛星   |         | 0.719    | [ 11 ]        |
| 冥王星         | 準惑星 | 0.4–0.6 | 0.5–0.7  | [ 17 ]        |
| カロン         | 衛星   |         | 0.372    | [ 11 ]        |

## アルベドを扱った作品
- 反射率0.39/Albedo0.39 - ヴァンゲリスのアルバム。ライナーノーツによると、題名の数値は当該作品が制作された1976年当時の地球のアルベドである。